# ハインリヒ19世 (ロイス＝グライツ侯)
ハインリヒ19世・ロイス・ツー・グライツ（Heinrich XIX. Reuß zu Greiz, 1790年5月1日 - 1836年10月31日）は、兄系ロイス侯国の統治者（在位：1817年 - 1836年）。

## 生涯
ロイス＝グライツ侯ハインリヒ13世とその妻でナッサウ＝ヴァイルブルク侯カール・クリスティアンの娘であるルイーゼの間の次男として生まれ、1817年に父の後を継いだ。男子が無く、死後は弟のハインリヒ20世が後を継いだ。
1822年1月7日にプラハにおいて、フランス貴族のロアン＝ロシュフォール公シャルル・ルイ・ガスパールの娘ガスパリーヌ（1798年 - 1871年）と結婚し、間に娘を2人もうけた。
- ルイーゼ（1822年 - 1875年） - 1842年ザクセン＝アルテンブルク公子エドゥアルトと結婚、1854年ロイス＝ケストリッツ侯ハインリヒ4世と再婚
- エリーザベト（1824年 - 1861年） - 1844年、フュルステンベルク侯カール・エゴン3世と結婚

| 先代 ハインリヒ13世 | ロイス＝グライツ侯 1817年 - 1836年 | 次代 ハインリヒ20世 |